# Identity Thief
Identity Thief er en amerikansk komediefilm fra 2013, instrueret af Seth Gordon og skrevet af Craig Mazin. Filmen handler om, at en mand (Bateman), får stjålet sin identitet af en kvinde (McCarthy). 

## Medvirkende
- Jason Bateman - Sandy Bigelow Patterson
- Melissa McCarthy - Diana
- Jon Favreau - Harold Cornish
- Amanda Peet - Trish Patterson
- T.I. - Julian
- Génesis Rodríguez - Marisol
- Morris Chestnut - Detektiv Reilly
- John Cho - Daniel Casey
- Eric Stonestreet - Big Chuck
- Jonathan Banks - Paolo

## Eksterne Henvisninger
- Identity Thief på Internet Movie Database (engelsk)
- Identity Thief på Filmdatabasen
- Identity Thief på Scope
- Identity Thief i Svensk Filmdatabas (svensk)
- Identity Thief på AlloCiné (fransk)
- Identity Thief på MovieMeter (nederlandsk)
- Identity Thief på AllMovie (engelsk)
- Identity Thief på The Movie Database (engelsk)
- Identity Thief på Rotten Tomatoes (engelsk)
- Identity Thief på Metacritic (engelsk)